# Sarah Douglas (regatista)
Sarah Douglas (Burlington, 21 de enero de 1994) es una deportista canadiense que compite en Vela en la clase Láser radial. Ganó la medalla de oro en el evento femenino de los Juegos Panamericanos de 2019.
Terminó sexta en el Campeonato Mundial de Vela de 2018. Compitió en los Juegos Olímpicos de Verano de 2020 en Japón, terminando en la sexta posición.

## Palmarés internacional
| Juegos Panamericanos | Juegos Panamericanos | Juegos Panamericanos | Juegos Panamericanos |
| Año                  | Lugar                | Medalla              | Categoría            |
| -------------------- | -------------------- | -------------------- | -------------------- |
| 2019                 | Lima (Perú)          | Medalla de oro       | Láser radial         |